# 1944 en aéronautique
Chronologie de l'aéronautique
- 1940
- 1941
- 1942
- 1943
- 1944
- 1945
- 1946
- 1947
- 1948

Cet article présente les faits marquants de l'année 1944 en aéronautique.

## Évènements

### Janvier
- 1er janvier : création des forces aériennes stratégiques américaines en Europe.
- 8 janvier : premier vol du prototype d'avion à réaction Lockheed P-80 Shooting Star.

### Mars
- 25 mars : la première bombe guidée, VB-1 Azon, est utilisée opérationnellement par des bombardiers B-24 appartenant à la 15th USAAF.

### Mai
- 6 mai : 
  - premier vol du planeur intercepteur allemand Blohm & Voss BV 40.
  - premier vol du chasseur bombardier japonais Mitsubishi A7M.
  - premier vol du prototype de bombardier américain Douglas XB-42 Mixmaster.
- 7 mai : premier vol du prototype d'avion d'attaque américain Beechcraft XA-38 Grizzly.

### Juin
- 6 juin : débarquement en Normandie qui voit l'une des plus grosses opérations aéroportées.
- 13 juin : premiers tirs de missiles missiles V1 à partir de la France et à destination de l'Angleterre. Sur les 10 missiles lancés, six atteignent leur cible.
- 30 juin : premier vol du chasseur britannique Supermarine Spiteful, censé remplacer les Spitfire. Les premiers chasseurs à réaction de la Luftwaffe, les Messerschmitt Me 262 sont officiellement mis en service.

### Juillet
- 17 juillet : premier largage opérationnel de napalm lors d'un raid réalisé par des P-38 Lightning sur des dépôts de carburant à Coutances.
- 28 juillet :
  - premier avion à réaction engagé en combat : le Messerschmitt Me 262;
  - premier vol du prototype du De Havilland Hornet.
- 31 juillet : Antoine de Saint-Exupéry disparaît en Méditerranée au cours d'une mission de reconnaissance.

### Août
- 4 août : première victoire d'un Gloster Meteor sur un missile V1, qui parvient à le faire basculer vers le sol après avoir placé son aile sous celle du missile.
- 16 août : première utilisation d'un intercepteur à moteur fusée, Messerschmitt Me 163, contre une formation de bombardiers B-17.

### Septembre
- 1er septembre : premier vol du chasseur-bombardier britannique Hawker Fury.
- 4 septembre : arrêt des tirs de missiles V1 sur l'Angleterre.
- 8 septembre : les premiers missiles V2 sont lancés sur Londres à une distance de 300 km, à une vitesse de 650 km/h. 46 % d’entre eux touchent leur cible.

### Octobre
- Octobre : les premiers essais de V3 sont réalisés près de Nuremberg
- 31 octobre : création de la revue Ailes françaises ayant pour thème l'aviation.

### Novembre
- 3 novembre : début du projet Fugo de bombardement de l'Amérique du Nord depuis la côte du Japon par des ballons incendiaires.
- 12 novembre : le cuirassé allemand Tirpitz est coulé dans le fjord de Tromsø par des bombardiers Avro Lancaster.
- 15 novembre : premier vol de l'avion de transport militaire américain Boeing C-97 Stratofreighter.

### Décembre
- 6 décembre : premier vol de l'intercepteur à réaction Heinkel He 162.
- 7 décembre : signature de la Convention de Chicago fondant l'Organisation de l'aviation civile internationale (OACI).